# 독일의 국기
독일의 국기(독일어: Flagge Deutschlands 플라게 도이칠란드[*])는 독일의 국색인 검정색, 빨간색, 황금색(Schwarz-Rot-Gold 슈바르츠-로트-골트[*]) 3색의 가로 줄무늬가 같은 비율로 배치된 삼색기이다. 이 기는 바이마르 공화국 시대였던 1919년에 처음 국기로 지정되었다. 별칭은 연방기(Bundesflagge 분데스플라게[*])이다.
독일 연방 시대에 처음 등장한 흑적금 삼색기는 나폴레옹 전쟁 시대에 독일의 군인들이 입었던 황금색 단추, 빨간색 장식이 달린 검은 제복에서 유래되었다. 흑적금 삼색기는 1817년에 예나에서 결성된 학우회에서 암호 역할을 했고 1832년에 일어난 군중들의 시위에서 다시 등장했다. 1848년 독일 혁명을 계기로 수립된 프랑크푸르트 국민의회가 이 삼색기를 민주적인 통일 독일 국가의 기로 제안했지만 국기로서의 사용은 지속되지 않았다.
1918년에 제1차 세계 대전의 종전과 함께 독일 제국이 붕괴되면서 흑적금 삼색기는 바이마르 공화국의 국기로 지정되었으나 1933년에 아돌프 히틀러가 정권을 잡으면서 사라졌다. 1945년에 독일이 제2차 세계 대전에서 패배한 이후에 연방기는 1949년에 서독과 동독 쌍방의 국기로 지정되었다. 서독과 동독은 1959년까지 똑같은 국기를 사용했으나 동독은 1959년부터 국장을 추가한 국기를 사용했다. 1990년 10월 3일을 기해 서독과 동독이 재통일됨으로써 흑적금 삼색 연방기는 재통일된 독일의 국기가 되었다.
독일의 국기가 항상 흑적금 삼색을 사용한 것은 아니다. 1866년에 오스트리아-프로이센 전쟁에서 승리한 프로이센 왕국을 맹주로 하여 형성된 북독일 연방은 검은색, 하얀색, 빨간색 삼색기를 국기로 지정했는데 이는 1871년에 독일의 통일을 계기로 형성된 독일 제국의 국기로도 사용되었다. 나치 독일은 1933년부터 1935년까지 흑백적 삼색기를 다시 국기로 사용했고 1935년에 국가사회주의 독일 노동자당(나치당)의 당기를 국기로 사용했다.
흑적금과 흑백적 삼색은 독일의 역사에서 여러 가지 의미로 중요한 역할을 수행했다. 현재 사용되는 흑적금 삼색기는 제1차 세계 대전 이후에 성립된 민주공화국과 관련이 있으며 독일의 단결과 자유를 상징한다. 이 자유란 독일이라는 국가의 자유 뿐 아니라 독일 국민의 개인적 자유를 의미하는 것이다. 바이마르 공화국 당시에 흑적금 삼색은 극우와 극좌 진영에 대하여 민주주의, 중도주의, 공화주의를 표방한 정당의 색깔이었다. 사회민주당, 중앙당, 민주당의 당원들이 좌익과 우익의 극단분자들로부터 공화국을 수호하기 위해 결성한 준군사조직인 흑적금 국기단(Reichsbanner Schwarz-Rot-Gold)은 그 이름에서부터 드러나듯 사람들에게 공화국과 그 국기, 그리고 바이마르 헌법에 대한 경의를 가르치려 했다.

## 기원

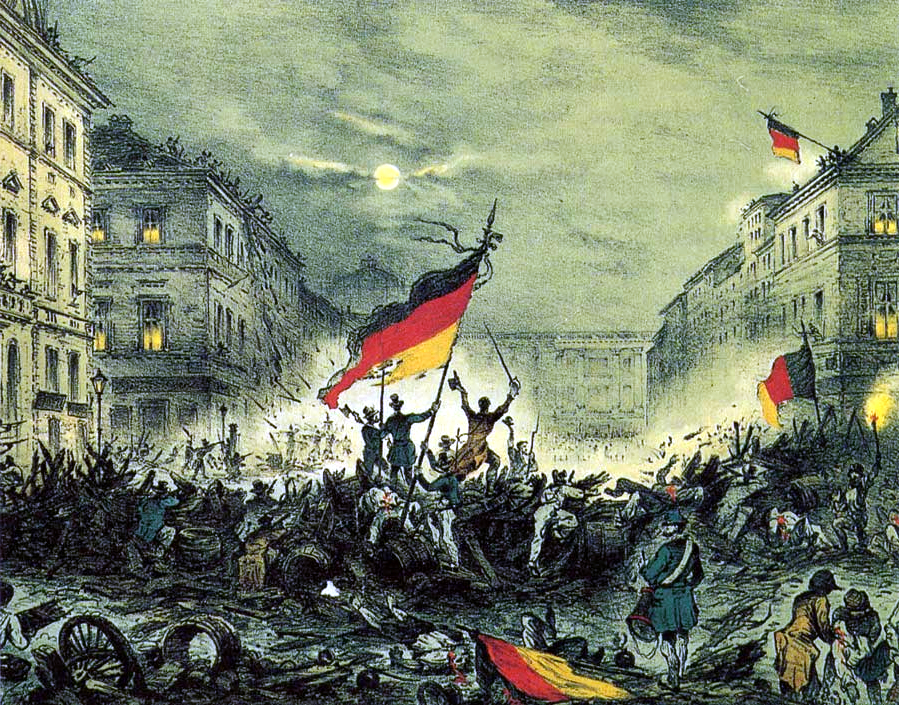
흑적금 삼색기의 기원: 1848년 독일 혁명(1848년 3월 19일 베를린).

독일과 흑적금 삼색의 관계는 본질적으로 1840년대로 거슬러 올라간다. 당시 흑적금 삼색기는 나폴레옹 보나파르트의 몰락 이후에 유럽에서 성립된 반동주의 질서에 대항하는 운동의 상징이었다. 프랑크푸르트 국민의회는 흑적금 삼색을 독일 연방의 공식 색으로 선언했다. 아마도 빨간색은 한자 동맹을, 금색과 검은색은 당시 남부 독일에 영향력을 행사하고 있던 오스트리아 제국(당시까지만 해도 “독일”의 일부로 간주됨)을 상징한 것으로 생각된다.
1848년 제정된 기의 색채 조합에 대해서는 여러 가지 가설들이 난무하고 있다. 일설에는 카를스바트 결의에서 클레멘스 폰 메테르니히 후작에 의해 금지된 급진 대학생 단체인 부르셴샤프트의 색이라고 하는데 이들 색상은 요하네스 브람스가 대학 축전 서곡에서 인용한 아우구스트 다니엘 폰 빈처의 시 〈예나 학생 동맹의 해산에 관하여〉(Zur Auflösung der Jenaer Burschenschaft)에도 등장한다. 또다른 주장으로는 나폴레옹 정복군에게 맞서 저항한 대학생 단체인 뤼초프 자유군단의 제복(금색 단추에 빨간색 안단이 달린 검은색 옷이 다수였음)으로까지 거슬러 올라간다고도 한다. 이 해석들 가운데 무엇이 진실이든 간에, 흑적금 삼색은 이 짧은 기간 동안 독일의 국가색으로 받아들여졌고 바이마르 공화국 성립 당시에 재도입되어 대체로 사회적 자유주의를 의미하게 되었다.

## 기의 변형

### 민간기

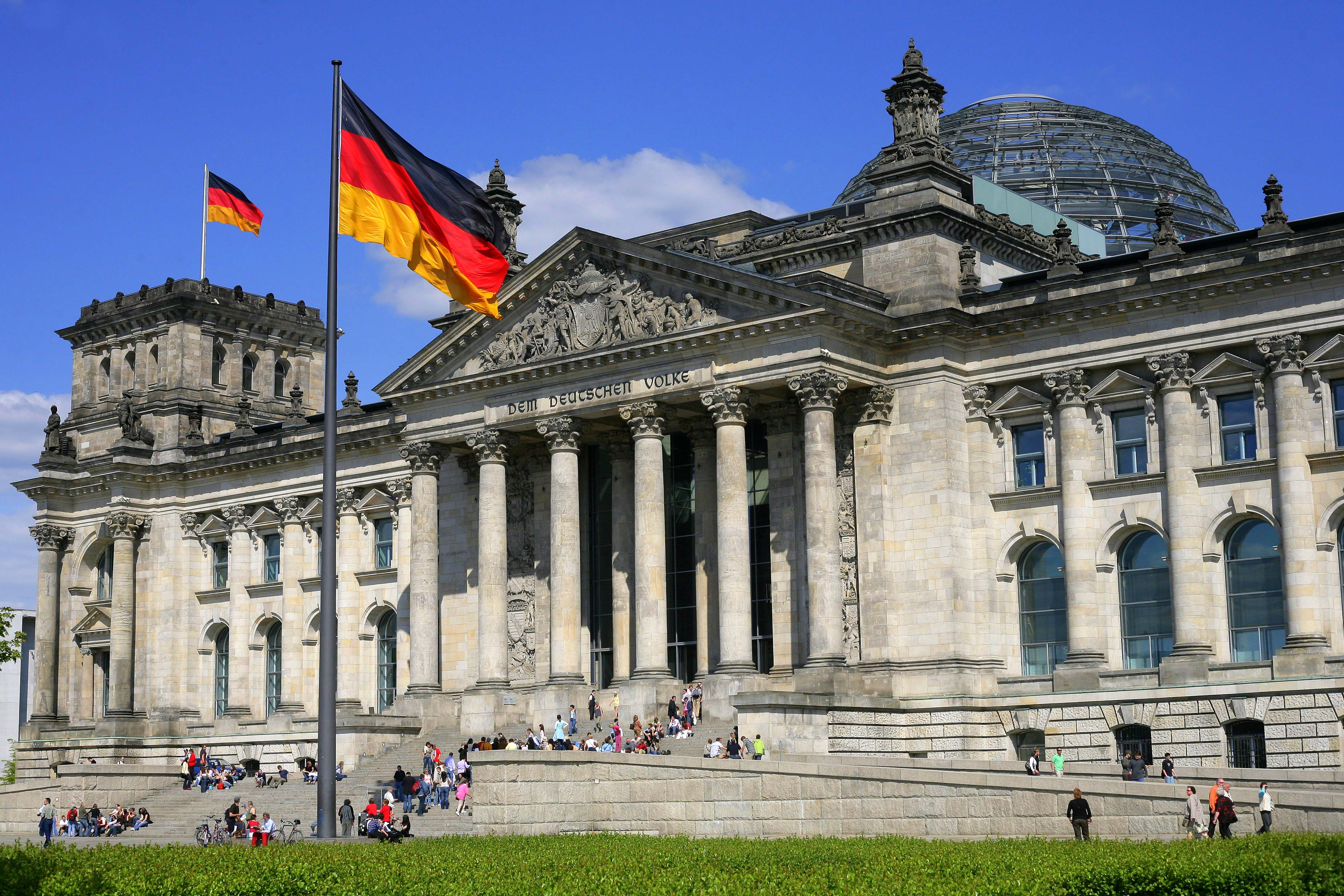
“독일 통일기”는 독일 재통일의 국가기념물로, 1990년 10월 3일에 게양되었다. 이 기는 베를린 국회의사당 앞에서 나부끼고 있다.

검정, 빨강, 금색 3가지 색의 가로 줄무늬로만 구성된 독일의 국기 또는 연방기(Bundesflagge 분데스플라게[*])는 1949년에 제정되어 독일(서독 시절 포함)의 헌법 역할을 하는 독일연방공화국 기본법을 통해 도입되었다. 이후에 정부기와 군기가 새로 생기면서 단순한 삼색기는 현재 독일의 민간기와 상선기로 사용되고 있다. 또한 비연방 당국이 연방 정부와의 연결을 과시하기 위해 사용하기도 한다. 예를 들어 독일의 주들은 독일의 국기와 주기를 함께 사용한다.

### 정부기

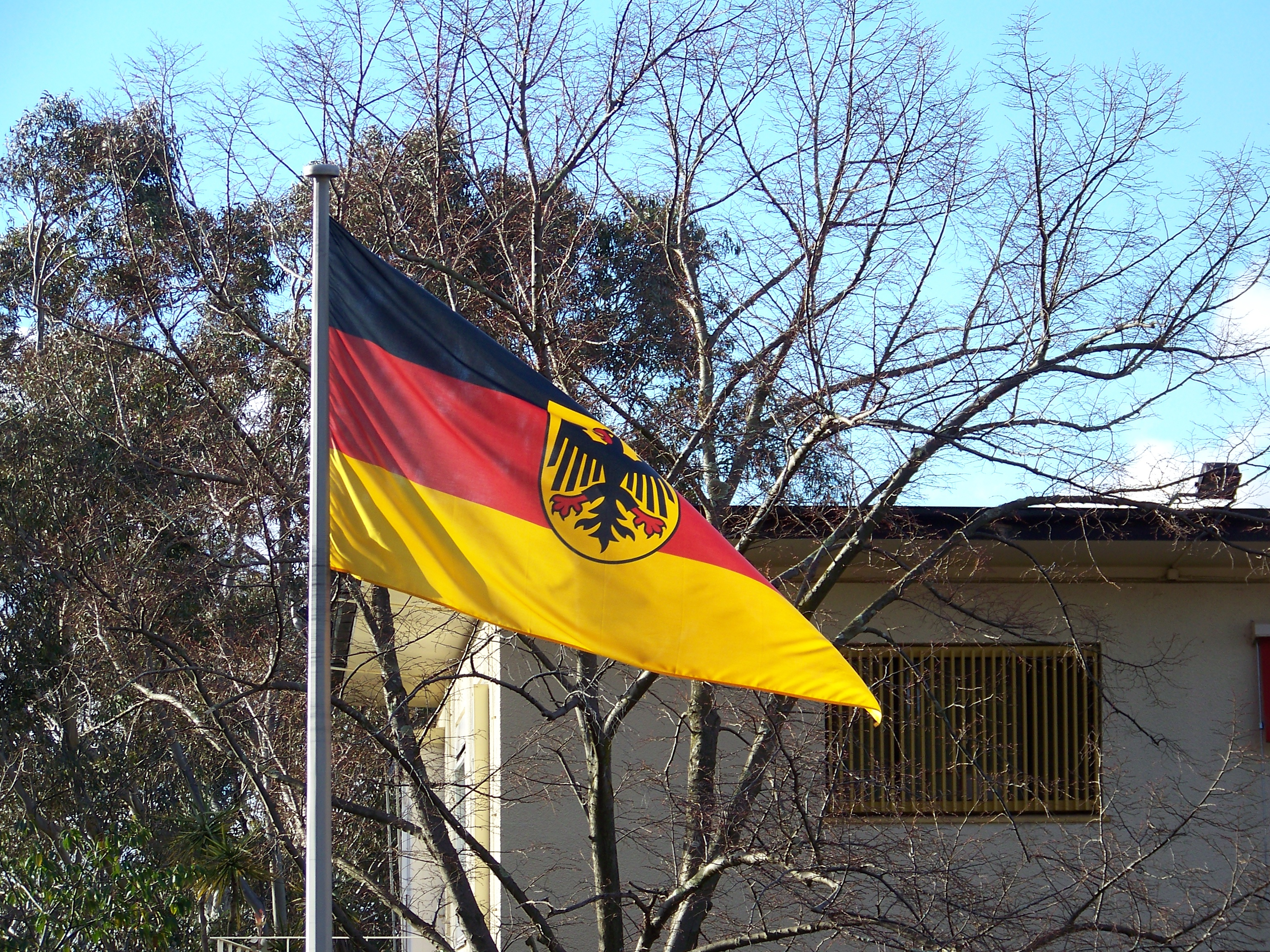
오스트레일리아 캔버라 주재 독일 대사관에 게양된 연방직무기

국장을 추가한 형태를 띤 독일의 비공식 국기

독일의 정부기는 공식적으로 연방당국직무기(독일어: Dienstflagge der Bundesbehörden 딘스트플라게 데어 분데스베회르덴[*]) 또는 연방직무기(Bundesdienstflagge 분데스딘스트플라게[*])로 알려져 있다. 1950년에 도입된 정부기는 민간기 가운데에 연방방패(Bundesschild 분데스실트[*])가 추가된 디자인인데, 방패는 검은색과 금색 줄무늬 너비의 1/5까지 덮는다. 연방방패는 독일의 국장과 비슷하지만 완전히 같지는 않다. 국장과의 차이점은 독수리와 방패의 모양이 다른 것인데 연방방패는 바닥이 둥글지만 국장의 방패는 바닥이 뾰족하다.
독일의 연방직무기는 연방 정부 당국에서만 사용될 수 있고 민간인이 사용하는 것은 불법으로 간주되어 벌금형에 처해진다. 하지만 연방직무기와 비슷하게 생긴 기(예를 들어 연방방패 대신에 독일의 국장이 들어있는 디자인)의 개인적인 사용은 눈감아 주고 있는데 그러한 기는 국제 스포츠 경기에서 자주 볼 수 있다.

### 세로기

세로 민간기

세로 정부기

일반적인 가로기 이외에도 독일의 많은 공공 건물들은 세로기를 사용한다. 독일의 많은 시청들은 국기와 함께 시기를 게양하는데 그 이유는 독일의 많은 시기들이 세로 형태로만 존재하기 때문이다. 이러한 세로기의 비율은 따로 지정되어 있지 않다. 1996년에는 정부기를 세로로 배치한 디자인이 제정되었다. 정부기를 세로로 게양할 때에는 연방방패가 기의 중앙에 위치하고 검은색과 금색 띠 너비의 1/5 가량을 차지하고 있어야 한다. 현수막처럼 게양할 때에는 오른쪽 그림에 보이는 것처럼 검은색 줄무늬가 왼쪽, 금색 줄무늬가 오른쪽을 향하도록 게양해야 한다. 세로 방향의 깃대에 게양할 때에는 검은색 줄무늬가 깃대와 접하고 있어야 한다.

### 군기
독일 연방방위군(Bundeswehr 분데스베어[*])은 연방 정부에 소속된 조직이기 때문에 연방직무기는 육상 전투에서도 사용된다. 1956년에는 해군 함미기인 연방해군직무기(Dienst flagge der Seestreitkräfte der Bundeswehr 딘스트 플라게 데어 제슈트라이트크레프테 데어 분데스베어[*])가 제정되었다. 이 기는 연방직무기의 오른쪽 끝 부분이 제비 꼬리 모양으로 갈라진 모양을 띠고 있다. 이 함미기는 함수기로도 사용된다.

## 디자인

독일의 국기 규격

독일의 헌법인 독일연방공화국 기본법 제22조는 독일의 국기를 다음과 같이 규정하고 있다.
연방기는 검은색, 빨간색, 금색이다. (Die Bundesflagge ist schwarz-rot-gold.)
1950년에 공개된 서독 정부의 설명에 따르면 연방기는 너비가 동일한 3개의 가로 줄무늬로 구성되어 있으며 전체적인 가로세로비는 3:5이다. 바이마르 공화국 시대에 사용된 삼색기의 비율은 2:3이었다.
독일의 국기에 사용되는 색인 “검정-빨강-금색”이 색상 체계에서 정확히 어떤 색인지에 대해서는 국기 제정 당시에는 공식적으로 결정되지 않았다. 독일 연방내각은 1999년 6월 2일에 독일 정부 브랜드 디자인을 도입하면서 독일의 국기에 사용되는 공식적인 사양을 다음과 같이 정의했다.

금색 가로 줄무늬를 금속성 금색으로 표시한 독일의 국기. 이 버전은 독일 연방 정부가 1999년에 현재의 색상 체계를 도입하기 이전에 일부 공식 간행물에서 사용되었다.

| 색상 체계     | 검정 (Schwarz 슈바르츠[*]) | 검정 (Schwarz 슈바르츠[*]) | 빨강 (Rot 로트[*]) | 빨강 (Rot 로트[*])        | 금색 (Gold 골트[*]) | 금색 (Gold 골트[*])              |
| ------------- | -------------------------- | -------------------------- | ------------------ | ------------------------- | ------------------- | -------------------------------- |
| RAL           |                            | 9005 흑옥색 (Jet black)    |                    | 3020 적신호 (Traffic red) |                     | 1021 유채 노랑 (Rapeseed yellow) |
| HKS           | 0, 0, 0                    | 5.0PB 3.0/12               | 6.0R 4.5/14        |                           |                     |                                  |
| CMYK          | 0-0-0-100                  | 0-100-100-0                | 0-12-100-5         |                           |                     |                                  |
| 팬톤 (근사값) | Black                      | 485                        | 7405               |                           |                     |                                  |
| 웹 색상       | #000000                    | #FF0000                    | #FFCC00            |                           |                     |                                  |
| RGB           | 0-0-0                      | 255-0-0                    | 255-204-0          |                           |                     |                                  |

1. ↑  여기에 제시된 값은 다음과 같은 복잡한 조합에 대한 대안이다: 노랑 (765g), 빨강 032 (26g), 검정 (11g), 투명한 하양 (198g).
2. ↑  온라인 사용을 위한 권장 RGB 값이다.

### 색상
기학에서는 금색과 노란색을 거의 구별하지 않는다. 문장학에서도 둘 다 ‘오르’(Or, 프랑스어로 ‘금’이라는 뜻)라고 한다. 하지만 독일의 국기에서는 금색과 노란색이 구별된다. 이는 독일의 국기에 사용되는 색은 금색이지, 노란색이 아니기 때문이다.
바이마르 공화국에서 흑적금 삼색기가 국기로 채택되던 당시에 보수파, 왕당파, 극우파 진영에서 공격을 받았는데 그들은 이들 색상을 “검은색-빨간색-누렁색”(Schwarz-Rot-Gelb 슈바르츠-로트-겔프[*]), 심지어 “검은색-빨간색-겨자색”(Schwarz-Rot-Senf 슈바르츠-로트-젠프[*]), “검은색-빨간색-똥색”(Schwarz-Rot-Scheiße 슈바르츠-로트-샤이세[*])이라고 부르면서 공격했다. 1933년에 나치당이 정권을 잡으면서 제국 시절인 1918년 이전에 사용되었던 흑백적 삼색이 재도입되었는데 나치당은 바이마르 공화국의 명예를 떨어뜨리기 위해 과거 왕당파들과 마찬가지로 선전 과정에서 흑적금 삼색을 비하·경멸하는 표현을 사용했다.
1959년 11월 16일에 독일 연방사법재판소(Bundesgerichtshof 분데스거리히츠호프[*])가 독일의 국기 색을 “검은색-빨간색-노란색”이라고 부르는 행동이 나치 시절에 이루어진 민주주의의 상징에 대한 악의적인 모욕이라고 판결함으로써 금색이 아닌 노란색이라고 주장하는 것은 불법이 되었다. 1968년에는 독일의 문장학자인 아르놀트 라보프(Arnold Rabbow)는 “독일의 국가색은 검은색-빨간색-노란색이지만 독일인들은 검은색-빨간색-금색이라고 부른다.”고 설명했다.

## 국기 게양일

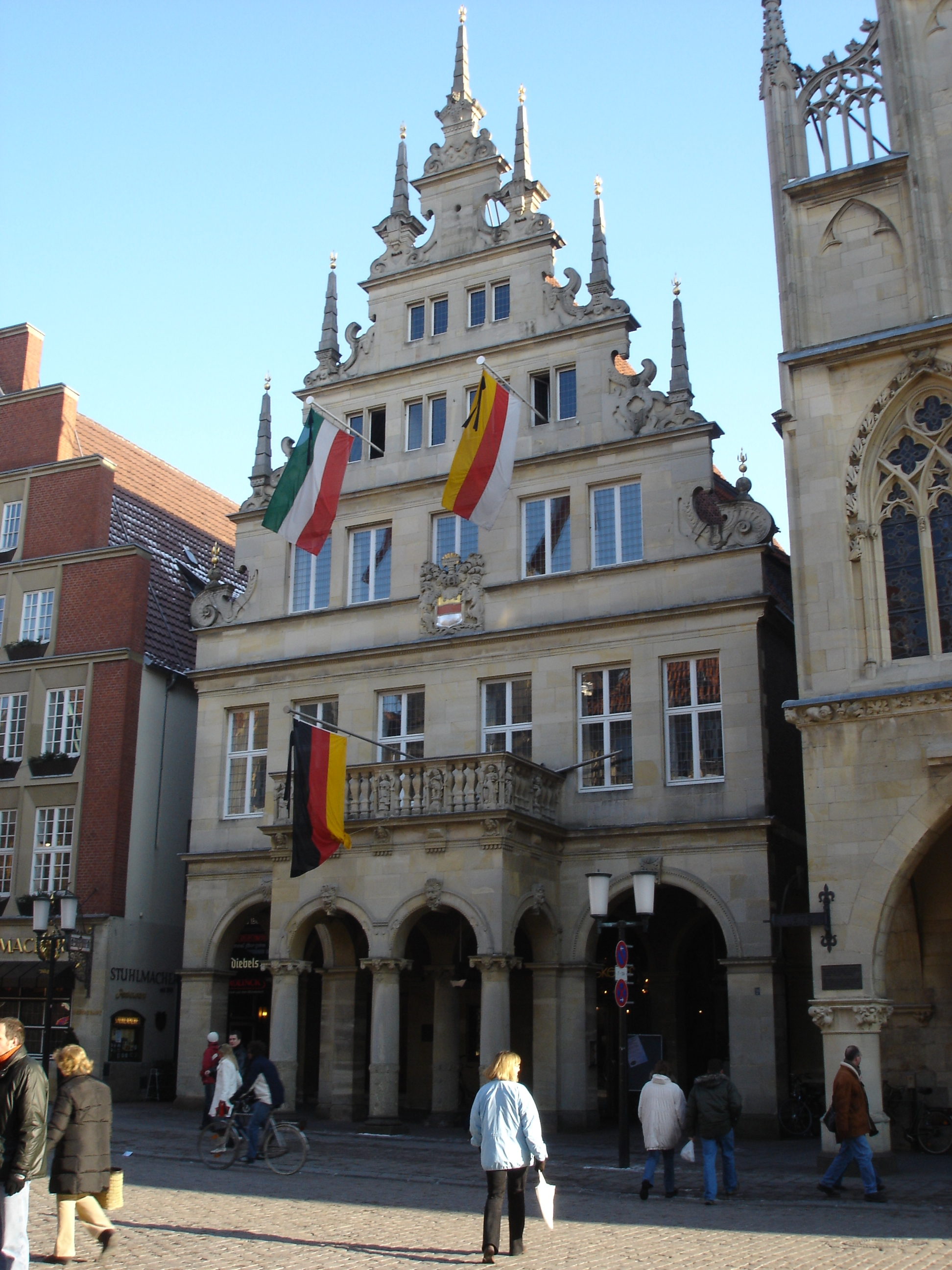
2006년에 요하네스 라우 전 독일 대통령이 사망한 이후에 뮌스터에 위치한 슈타트바인하우스(Stadtweinhaus)에 게양된 독일의 국기 끝 부분에 애도를 의미하는 검은 리본이 달려 있다.

독일에는 국기를 게양하는 날(Beflaggungstage 베플라궁스타게[*])이 많다. 2005년 3월 22일에 제정된 독일의 연방 법령에 따라 다음과 같은 날짜에 공공 건물에서 반드시 국기를 게양해야 한다. 이날 모두가 공휴일인 것은 아닌데 공휴일은 5월 1일과 10월 3일뿐이다.
| 날짜                 | 명칭                                                                              | 사유 |
| -------------------- | --------------------------------------------------------------------------------- | --- |
| 1월 27일             | 국가사회주의 희생자 추념일 Tag des Gedenkens an die Opfer des Nationalsozialismus | 1945년에 아우슈비츠 강제 수용소가 해방된 날이다. 유엔에서는 이 날을 국제 홀로코스트 희생자 추모의 날로 지정했다. (조기로 게양) |
| 5월 1일              | 노동절 Tag der Arbeit                                                             | 독일 노동조합이 노동자들의 복지를 증진을 요구하는 시위를 통해 제정했다.                                                        |
| 5월 9일              | 유럽의 날 Europatag                                                               | 1950년에 유럽 연합 창설의 계기가 된 슈만 선언이 발표된 날이다.                                                                 |
| 5월 23일             | 제헌절 Grundgesetztag                                                             | 1949년에 독일연방공화국 기본법이 제정된 날이다.                                                                                |
| 6월 17일             | 1953년 6월 17일 기념일 Jahrestag des 17. Juni 1953                                | 1953년 동독 폭동 사태를 기념하는 날이다.                                                                                       |
| 7월 20일             | 1944년 7월 20일 기념일 Jahrestag des 20. Juli 1944                                | 클라우스 폰 슈타우펜베르크 백작이 아돌프 히틀러의 암살을 기도한 7·20 음모를 기념하는 날이다.                                   |
| 10월 3일             | 독일 통일의 날 Tag der Deutschen Einheit                                          | 독일의 재통일을 기념하는 날이다.                                                                                               |
| 대림절 2주 전 일요일 | 국민 애도의 날 Volkstrauertag                                                     | 모든 전쟁에서 사망한 사람들을 애도하는 기념일이다. (조기로 게양)                                                               |
| 출처: 독일 연방 정부 |                                                                                   | |

일부 주에서는 특정 주별 기념일 이외에 독일 연방하원 및 유럽 의회 선거일에 국기를 게양하기도 한다. 독일의 대통령이나 그 외의 유명한 정치인이 사망한 날과 같은 경우에도 공공장소에서 조기 형태로 기를 게양하며 이는 독일 연방내무부의 재량에 따라 선포할 수 있다. 조기를 게양해야 할 때는 세로 방향으로 게양된 기는 내리지 않는다. 대신 깃대 꼭대기나(기둥에 걸려 있는 경우) 기와 들보가 만나는 양쪽 끝(현수막처럼 걸려 있는 경우)에 검은 리본을 달아서 애도를 표한다.

## 역사

### 중세

신성 로마 제국의 군기 (13세기 ~ 14세기)

신성 로마 제국(800년/962년 ~ 1806년)은 국기가 없었지만 검은색과 금색은 신성 로마 황제의 색으로 사용되었다. 황실기는 금색 바탕에 검은 독수리가 그려진 디자인을 띠고 있었는데 13세기 말에는 독수리의 발톱과 부리가 빨간색으로 칠해졌다. 15세기부터 쌍두 독수리가 사용되었다.

### 로이스그라이츠 후국
1778년 5월 12일, 신성 로마 제국 황제 요제프 2세는 하인리히 9세를 새로 만들어진 로이스그라이츠 후국의 통치자로 임명하였다. 이때 로이스그라이츠 후국이 채택한 국기는 오늘날의 독일 땅에 속한 독립국이 흑적금 삼색기를 사용한 최초의 사례이다. 로이스그라이츠 후국을 다스린 로이스 가문이 사용한 깃발은 오늘날 독일의 국기가 3:5 비율인 것과 달리 정사각형에 가까운 4:5 비율이었다.
1804년에는 나폴레옹 보나파르트가 프랑스 제1제국의 수립을 선언했다. 이에 대응하여 합스부르크가에 속해 있던 신성 로마 황제인 프란츠 2세는 자신의 사유 영지였던 합스부르크 군주국을 오스트리아 제국으로 선포하면서 오스트리아의 프란츠 1세가 되었다. 오스트리아 제국의 국기는 신성 로마 제국의 국기에서 따온 검은색과 금색 줄무늬를 띠고 있었다. 1806년에 나폴레옹에 의해 신성 로마 제국이 해체되면서 프란츠 2세는 마지막 신성 로마 황제가 되었고 그 뒤로도 검은색과 금색은 1918년까지 오스트리아의 국기로 사용되었다.
이 시기에는 빨간색과 하얀색도 중요한 역할을 했다. 신성 로마 제국이 십자군 원정에 참여했을 때에 흑금 황실기와 함께 군기가 게양되었다. “성 게오르기우스의 기”로 알려진 이 기는 빨간색 바탕에 하얀색 십자가가 그져져 있었는데 덴마크의 국기와 비슷한 편이고 잉글랜드의 국기와는 색 배치가 반대인 점이 특징이다. 빨간색과 하얀색은 13세기부터 17세기 사이에 활동했던 한자 동맹을 상징하는 색이기도 했다. 한자 동맹에 소속된 무역선은 적백 삼각기를 달았고 가맹 도시들은 빨간색과 하얀색을 상징 색으로 채택했다. 오늘날에도 함부르크, 브레멘과 같이 한자 동맹에 소속되어 있던 많은 도시에서 빨간색과 하얀색을 찾아볼 수 있다.

### 나폴레옹 전쟁

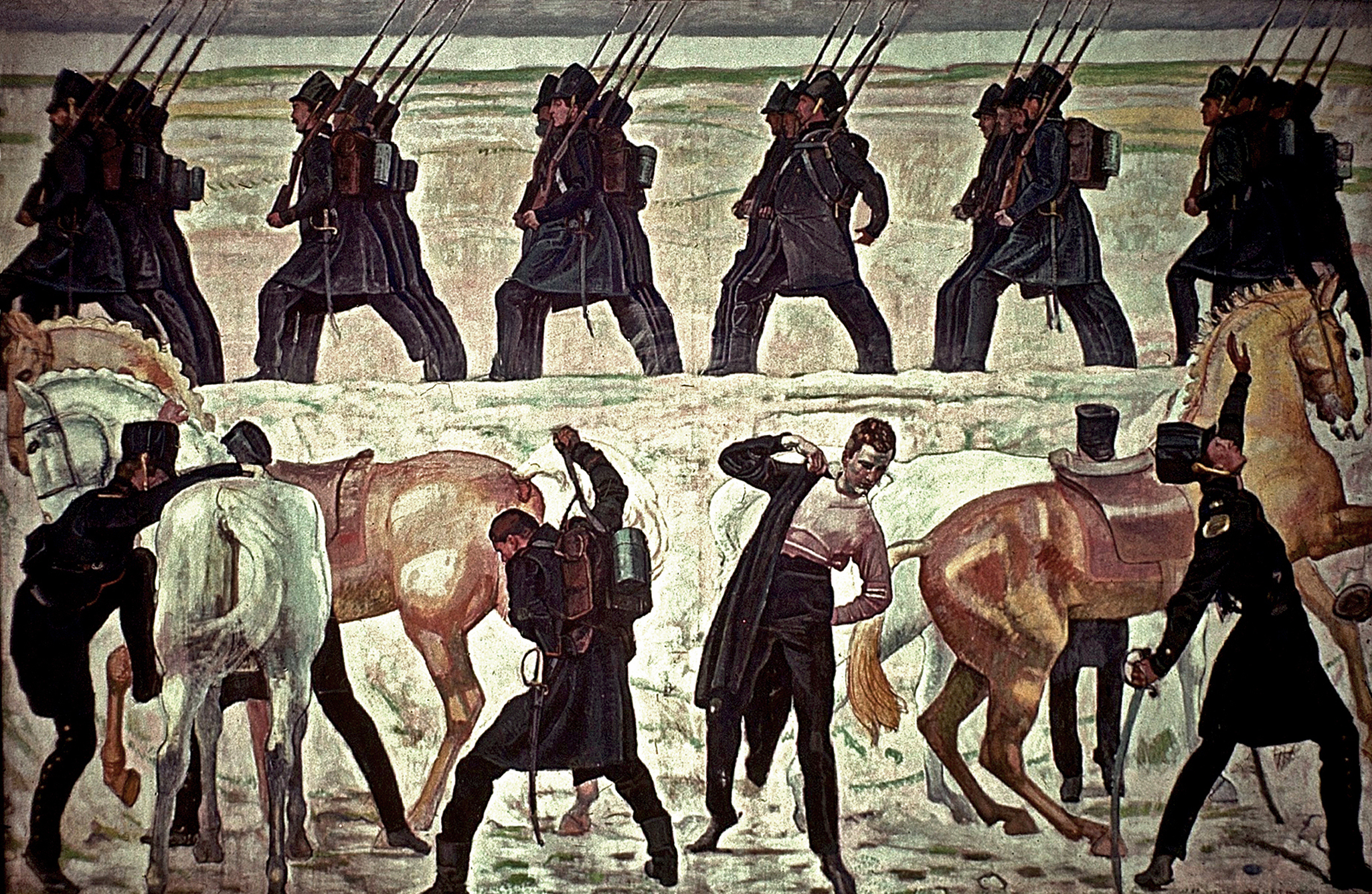
뤼초프 자유군단의 대학생들. 페르디난트 호들러 작 (1909년)

1806년에 신성 로마 제국이 멸망한 이후에 예하 공국들과 대공국들은 나폴레옹이 세운 괴뢰국들의 연합체인 라인 동맹에 합류했다. 라인 동맹에 가맹한 여러 제후국들이 자기들만의 기를 사용하기를 선호했기 때문에 동맹은 자체적인 기가 없었다. 대신 프랑스의 파랑-하양-빨강 삼색기, “보호자” 역할을 하고 있던 나폴레옹의 황제기를 사용했다.
나폴레옹 전쟁 당시에 프랑스 점령군에 대한 독일의 저항은 검은색, 빨간색, 금색으로 상징되었다. 이 조합의 기원은 프로이센군의 의용군인 뤼초프 자유군단의 제복에서 유래된 것이다. 이 부대들의 제복은 검은색에 빨간색 안감과 금색 단추가 달려 있었다. 흑적금 삼색은 신성 로마 제국 시절에 사용되기도 했지만 군복에 이 색을 차용한 것은 다분히 실용적인 이유였다. 자유군단의 구성원들은 자신들의 옷을 각자 조달해야 했는데 검은색으로 물들이는 것이 가장 편하다고 여겨졌기 때문이다. 금색 단추들은 찾기 쉬웠고 부대에 소속된 창기병들은 빨간색과 검은색 깃을 사용했다. 삼색은 다음과 같은 의미를 가졌다.
피투성이(빨간색) 싸움을 통해 암흑(검은색)의 노예 상태를 벗어나서 자유의 광명(금색)을 찾으리라.

독일 각지에서 모인 뤼초프 자유군단의 구성원들은 주로 대학생과 지식인들이었고 뤼초프 자유군단과 삼색은 독일 국민들 사이에서 상당한 인지도를 얻게 되었다.

### 독일 연방

예나 우어부르셴샤프트가 채택한 기

1815년에서 1816년에 걸쳐 열린 빈 회의는 나폴레옹 전쟁 이후에 남아 있던 모든 독일계 국가들의 느슨한 연합체인 독일 연방의 탄생으로 이어졌다. 사라진 신성 로마 제국을 대체하기 위해 탄생한 독일 연방은 신성 로마 제국의 마지막 황제였던 오스트리아의 프란츠 2세를 연방 의장으로 추대했다. 연방은 자체적인 기가 없었지만 종종 흑적금 삼색기가 독일 연방의 기로 혼동되기도 한다.

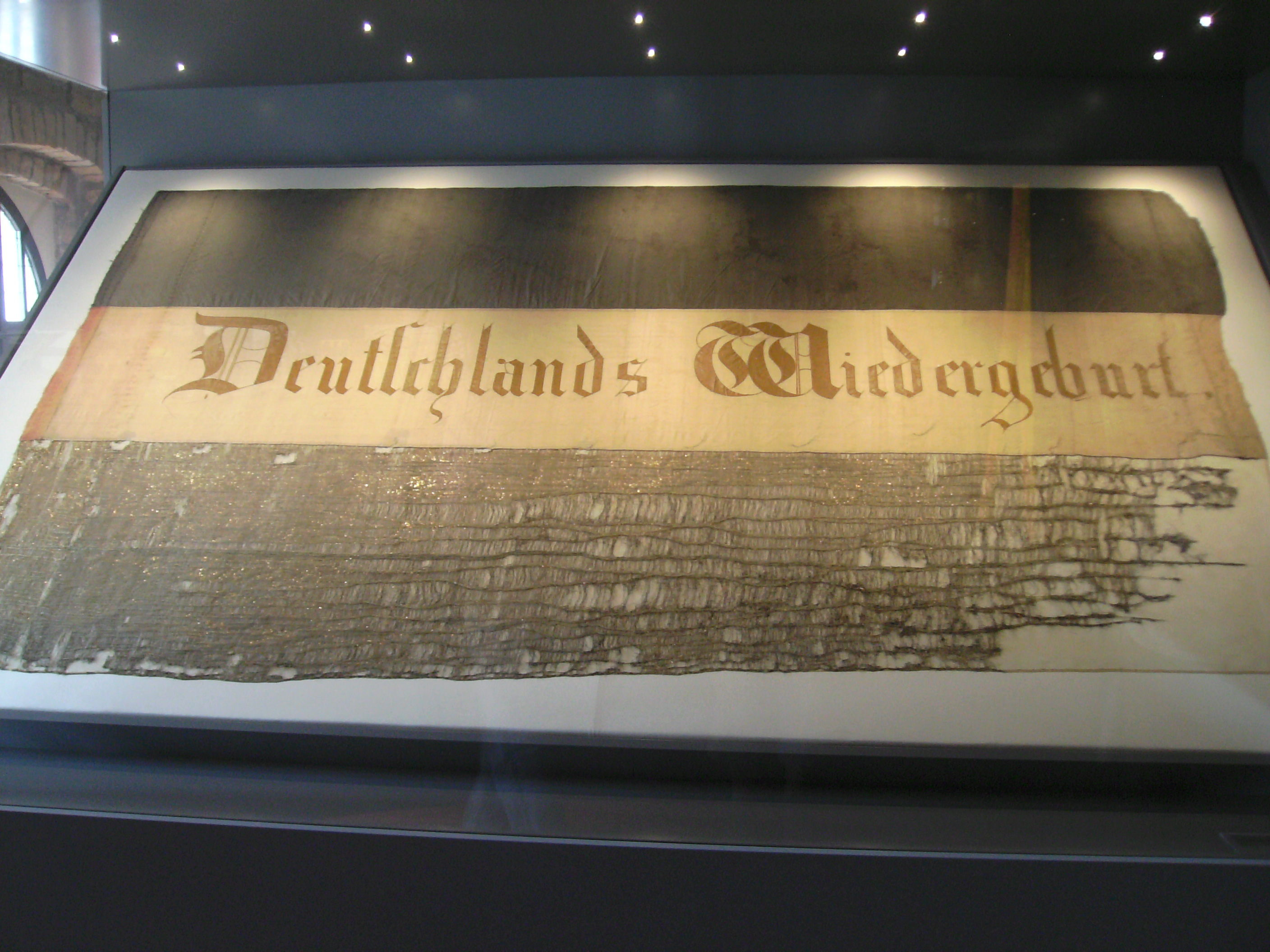
1832년에 제작된 “최초의 깃발”(Ur-Fahne)

전쟁에서 돌아온 뤼초프 자유군단의 퇴역 군인들은 1815년 6월에 예나에서 우어부르셴샤프트(Urburschenschaft; “원조 학우회”) 형제단을 설립했다. 예나 우어부르셴샤프트는 자유군단의 제복 색을 따서 빨간색, 검은색, 빨간색을 띤 가로 줄무늬 가운데에 금색 참나무 가지가 그려져 있고 금색 테두리를 두른 기를 채택했다. 유명한 체조 선수이자 부르셴샤프트(Burschenschaft; “학우회”) 설립자인 프리드리히 루트비히 얀은 학우회를 위해 흑적금 삼색기를 제안했다. 몇몇 구성원들은 그 색상들이 자유의 빨간색이나 전쟁의 피로 장식된 황실의 흑금색의 부활이라고 해석했다. 보다 급진적인 학생들은 이 색상들이 노예 상태를 의미하는 검은 밤, 자유를 위한 피비린내 나는 투쟁, 자유의 금빛 새벽을 상징한다고 주장했다. 뤼초프 자유군단에서 복무했던 메클렌부르크의 안톤 프롭슈탄(Anton Probsthan)은 회고록에서 자신의 친척인 예나의 아말리 니치케(Amalie Nitschke) 양이 부르셴샤프트 설립 당시에 기를 만들어 주었는데, 이를 위해 사라진 비밀 결사체인 반달리아(Vandalia)의 흑적금 3색을 선택했다고 주장했다.
뤼초프 자유군단에서 복무했던 학생들이 여러 독일계 국가에서 모였었기 때문에 통일 독일 국가에 대한 구상은 이후에 연방 전역에서 형성된 우어부르셴샤프트와 유사한 부르셴샤프트 사이에서 탄력을 받기 시작했다. 1817년 10월 18일에는 라이프치히 전투 4주년을 맞아 연방 전역에서 모인 학우회 조합원들과 대학생들이 작센바이마르아이제나흐 대공국(현재의 튀링겐 자유주)의 바르트부르크 성에 모여 자유롭고 통일된 독일 국가를 요구하였다.
바르트부르크 축제라 불린 이 행사에서 예나 우르부르셴샤프트의 금적흑 삼색기가 눈에 띄게 나타났다. 때문에 검정-빨강-금색 조합은 결국 통일 독일 국가에 대한 열망을 상징하게 되었다. 하지만 현상 유지를 원했던 오스트리아 제국은 1819년에 카를스바트 결의를 통해 모든 학생 조직의 활동을 금지시켰고 부르셴샤프트들의 시대는 끝나게 되었다.

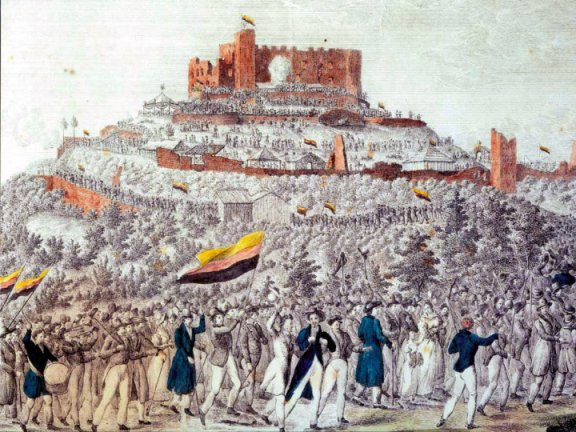
1832년 5월에 열린 함바흐 축제를 묘사한 현대 그림

1832년 5월에는 약 30,000명의 군중들이 함바흐 축제에서 자유, 통일, 공민권을 요구하는 시위를 벌였다. 바르트부르크 축제 이후에 검은색, 빨간색, 금색 조합은 이미 자유주의, 민주주의, 공화주의 운동의 상징으로 정착했고 함바흐 축제에서 이들 색을 가진 기들이 일제히 휘날렸다. 축제를 묘사한 현대의 그림들은 주로 금적흑 삼색기(현대 독일의 국기를 뒤집은 형태)를 묘사하곤 하지만 현재까지 남아 있는 기들은 흑적금 삼색기들이다. 당시 함바흐 성에서 내걸렸던 “최초의 깃발”(Ur-Fahne 우어파네[*])은 현재 함바흐 성에 영구 보존되어 있는데 흑적금 삼색기의 모습을 하고 있다. 이 기의 빨간색 띠 부분에는 “독일의 재탄생”(Deutschlands Wiedergeburt 도이칠란츠 비더게부르트[*])이라는 글자가 수놓아져 있다.

### 1848년 혁명과 프랑크푸르트 국민의회

국민의회함대의 군기 (1848년 ~ 1852년)

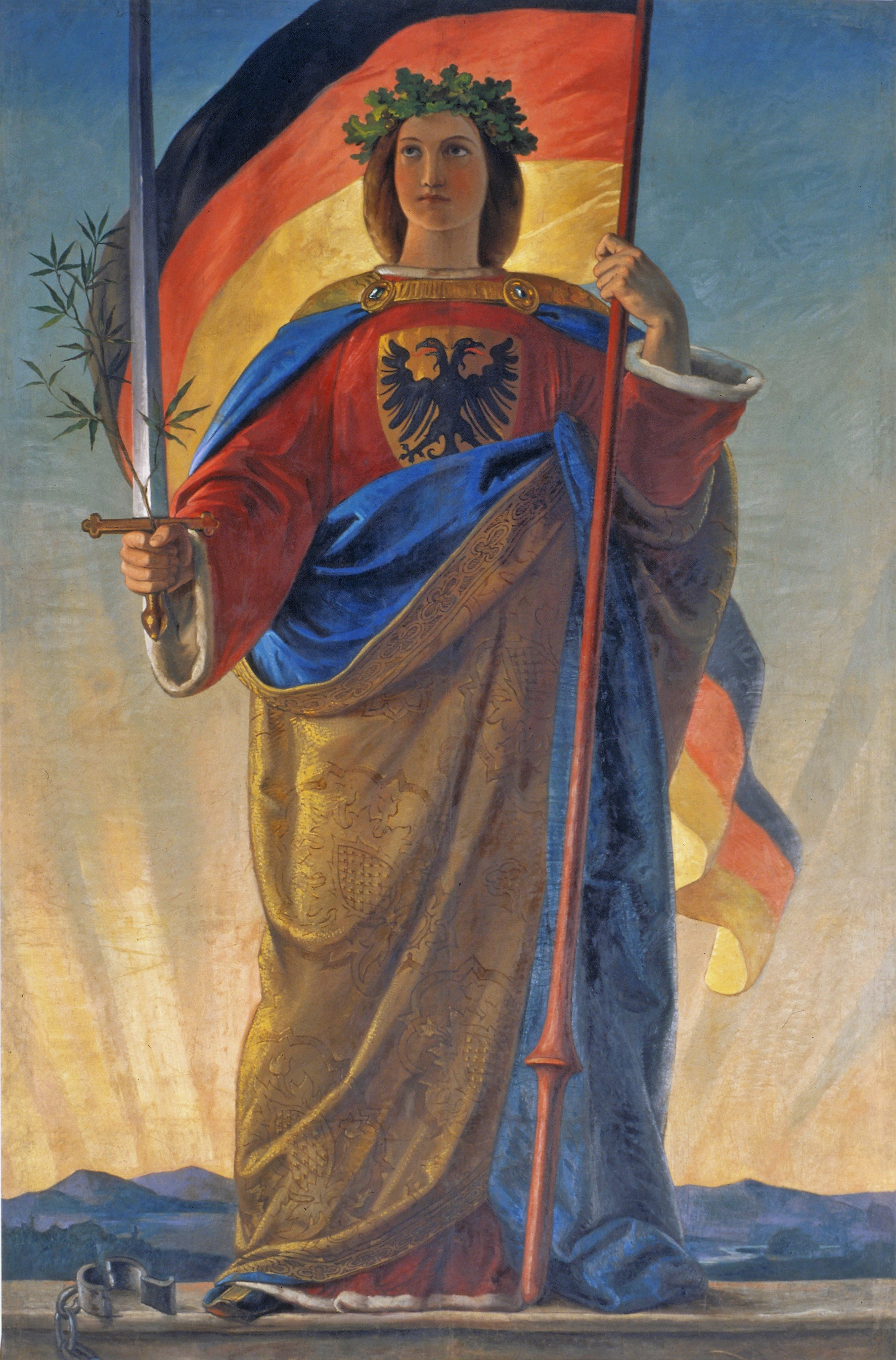
프랑크푸르트 국민의회가 소집된 파울 교회(Paulskirche) 내부에 전시된 게르마니아 그림

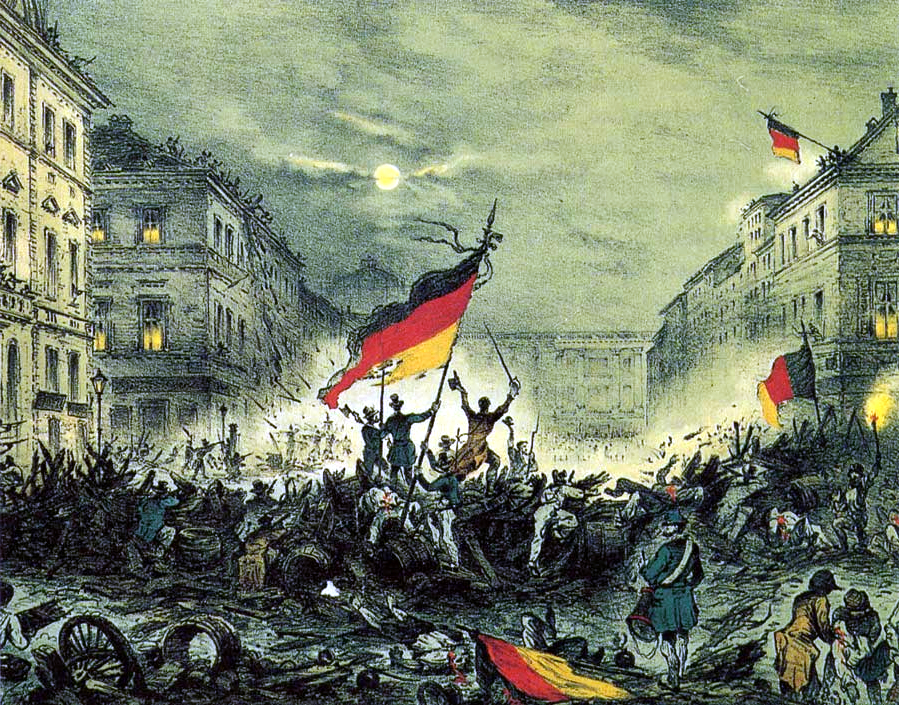
1848년 3월 베를린의 혁명가들

1848년 독일 혁명 기간 동안에 많은 혁명가들이 삼색기를 휘날리면서 거리로 뛰쳐나왔다. 자유주의자들이 정권을 잡으면서 오랜 숙고 끝에 국가 의회가 구성되었다. 프랑크푸르트 국민의회는 검정-빨강-금색을 독일의 국가색으로 공식 선언하고 흑적금 삼색기를 독일의 상선기로 하는 법률을 통과시켰다. 해군기 역시 같은 색상을 사용했다.
프랑크푸르트 국민의회는 1849년 5월부터 프로이센과 오스트리아의 견제를 받기 시작했다. 1850년에 프랑크푸르트 국민의회가 붕괴되고 오스트리아가 의장국을 맡은 독일 연방이 복원되면서 오스트리아는 삼색기를 포함한 프랑크푸르트 국민의회의 움직임들을 억압했다. 다민족 제국이었던 오스트리아를 미래의 독일 국가에 포함시킬 것인가에 대한 독일 문제는 독일의 통일 운동에서 커다란 쟁점이 되었는데 오스트리아를 맹주로 하는 거대한 제국을 수립하자는 대독일주의, 오스트리아를 제외한 게르만 민족이 거주하는 국가·지역끼리만 통합하자는 소독일주의가 대립하게 된다. 독일 연방 내에서 양강 체제를 형성하고 있던 프로이센 왕국과 오스트리아 제국 간의 경쟁은 1866년에 일어난 프로이센-오스트리아 전쟁으로 이어졌는데 전쟁 기간 동안에 오스트리아를 지지한 남독일 국가들의 군인들이 흑적금 삼색기를 사용했다. 전쟁 결과 프로이센 왕국을 맹주로 하는 북독일 연합이 오스트리아를 격파하면서 소독일주의에 따른 독일의 통일을 위한 길로 나아가게 된다.

### 북독일 연방과 독일 제국 (1867년 ~ 1918년)

비율 2:3 북독일 연방(1866년 ~ 1871년)과 독일 제국(1871년 ~ 1918년)의 국기. 바이마르 공화국 초기(1918년 ~ 1919년)에도 사용되었으며 1922년부터 1933년까지는 외무용으로 사용되었다.

프로이센은 1866년 8월에 북독일 연방 조약을 체결하고 1867년에 북독일 연방 헌법을 비준함으로써 독일 연방의 비공식적인 계승자인 북독일 연방을 결성했다. 이 연합체는 맹주인 프로이센과 21개의 북독일 국가들로 구성되었다. 해운업계에서는 국제적으로 승인받을 수 있는 정체성을 갖기를 원했기 때문에 새로운 연방이 어떤 기를 사용해야 하는가에 대한 의문을 제기했다. 북독일 연방의 국제 해운 활동은 사실상 프로이센과 과거 한자 동맹에 소속되어 있던 도시 국가인 브레멘, 함부르크, 뤼베크가 전담하고 있었다. 따라서 아돌프 죄트비어(Adolf Soetbeer) 함부르크 상공회의소 서기는 1866년에 프로이센의 색인 검은색과 하얀색, 한자 동맹의 색인 빨간색과 하얀색을 결합한 기를 제안했다. 이듬해에 제정된 북독일 연방 헌법은 흑백적 가로 줄무늬 삼색기를 상선기와 해군기로 채택했다.
프로이센의 빌헬름 1세 국왕은 색상 선택에 만족했는데 빨간색과 하얀색은 프로이센 왕국의 전신인 브란덴부르크 변경백국을 상징하는 색이기도 했다. 기에서 금색이 사라진 것 또한 새로운 독일 국가가 검은색과 금색을 상징색으로 정했던 오스트리아를 포함하지 않는다는 것을 의미했다. 프로이센-프랑스 전쟁을 계기로 남독일 국가들은 프로이센을 맹주로 하는 북독일 연방과의 동맹을 통해 1871년에 독일의 통일을 이끌어냈고 프로이센의 호엔촐레른 왕가가 독일의 황제 칭호를 받게 된다. 독일 제국 헌법은 검정, 하양, 빨강을 국가색으로 정했고 1892년에 제정된 조례는 북독일 연방에서 사용했던 삼색기를 독일 제국의 공식적인 국기로 지정했다. 흑백적 삼색기는 제1차 세계 대전 말기인 1918년에 독일 제국이 붕괴할 때까지 독일의 국기로 남아 있었다.

### 바이마르 공화국 (1918년 ~ 1933년)

비율 2:3 바이마르 공화국의 국기 (1919년 ~ 1933년)

1918년에 있었던 독일 공화국의 선포와 그 이후에 일어난 11월 혁명에 이어 1919년 8월에 소위 바이마르 공화국이 탄생했다. 19세기에 있었던 반독재 운동과 신생 민주 공화국 사이의 연속성을 위해 1919년에 제정된 바이마르 헌법에 옛 흑적금 삼색기가 독일의 국기로 지정되었다. 로이스그라이츠 후국, 로이스게라 후국, 발데크 후국을 비롯한 자그마한 독일계 제후국들과 발데크 후국을 계승한 공화국인 발데크 자유주 역시 기의 비율과 색 배치의 순서는 달라도 약 140년 전인 1778년부터 이어져 온 전통인 흑적금 삼색을 유지했다. 상선기에는 독일 제국 시절에 사용된 국기인 흑백적 삼색기가 유지되었으나 왼쪽 구석에 새로운 흑적금 삼색기가 추가되었다.
이러한 국기의 변화는 많은 독일인들에게 환영받지 못했는데 그들은 새로운 국기를 독일이 제1차 세계 대전에서 패배한 결과에 따른 굴욕의 상징이라고 생각했다. 특히 독일 국가방위군(Reichswehr 라이히스베어[*])은 독일 제국 시대의 군기를 사용하는 일이 더 많았다. 많은 보수주의자들은 예전의 색상으로 회귀할 것을 요구했는데 왕당파와 극우주의자들은 새로운 국기를 다양한 멸칭(앞 부분의 색상 문단 참조)으로 비하하면서 반대 목소리를 훨씬 더 높였다. 결국 1922년에 타협안으로서 재외 공관용에 한하여 옛 흑백적 삼색기가 재도입되었다.
독일 제국의 상징은 곧 왕당파와 국가주의자들의 상징이 되었으며 전선병사동맹 철모단을 비롯한 왕당파 국가주의 단체에서 사용되었다. 독일 제국 시절에 사용된 군기인 국가전쟁기(Reichskriegsflagge 라이히스크릭스플라게[*]) 역시 유사한 용도로 사용되었다. 국가인민당(왼쪽 포스터 참조)과 국가사회주의 독일 노동자당(나치당) 등 바이마르 공화국 시기에 활동한 많은 국가주의 정당들은 제국 색상을 상징색으로 사용했으며 이것은 현대 독일의 극우 민족주의 정당인 독일 국민민주당까지 이어지고 있다.
1924년 2월 24일에 바이마르 대연정을 구성한 3개 정당(중앙당, 민주당, 사회민주당)의 당원들과 노동조합원들이 마그데부르크에 모여 흑적금 국기단(Reichsbanner Schwarz-Rot-Gold 라이히스바너 슈바르츠-로트-골트[*])이라는 준군사조직을 결성했다. 이 조직의 목적은 극좌와 극우 양쪽에서 끊임없는 압박을 받는 바이마르 공화국의 취약한 민주주의를 수호하기 위한 것이었다. 이 단체를 통하여 흑적금 삼색기는 독일 민주주의의 상징일 뿐 아니라 정치적 극단주의에 대한 저항의 상징으로 거듭났다. 이것은 국기단의 초대 주석인 오토 회슬링의 말로 대표되는데 회슬링은 국기단의 임무를 “만자문과 소비에트의 별에 대한 투쟁”이라고 묘사하였다.
공산주의자들과 국가사회주의자들 간의 폭력적인 갈등이 날이 갈수록 더해갔고 급격한 경제 불황, 극심한 초인플레이션, 공화국의 부패에 직면하여 독일인들 사이의 양극화는 계속하여 심화되었다. 결국 1933년에 아돌프 히틀러가 독일국 총리(Reichskanzler 라이히스칸츨러[*])가 되었고 나치의 권력 장악(Machtergreifung 마흐터그라이풍[*])이 일어나면서 바이마르 공화국은 붕괴되었다.

### 나치 독일과 제2차 세계 대전 (1933년 ~ 1945년)

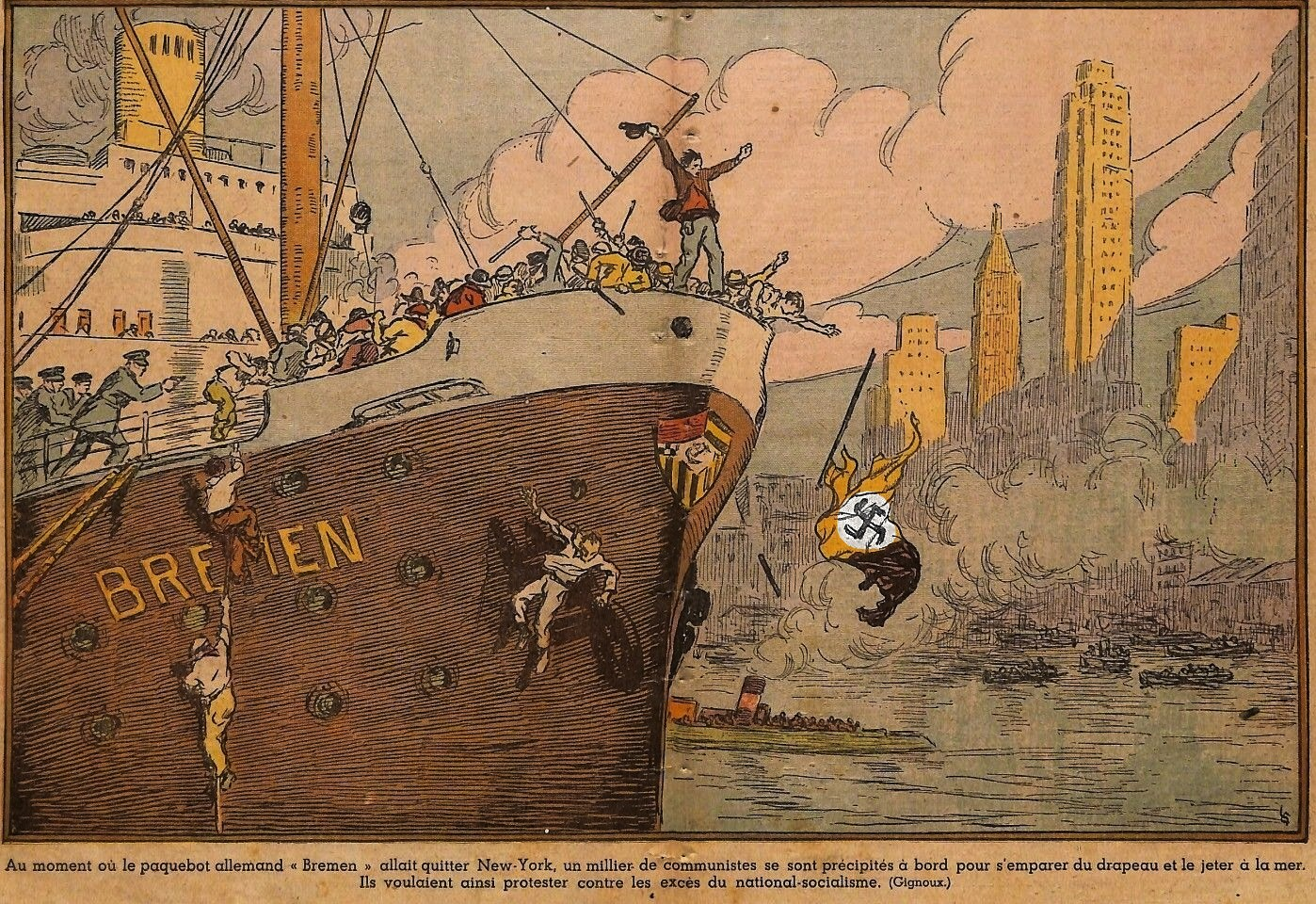
1935년 7월 26일에 미국 뉴욕항에 정박 중이던 브레멘호를 습격한 반나치 시위대를 묘사한 삽화

비율 3:5 나치 독일의 국기 (1933년 ~ 1935년). 독일 제국 시절에 사용된 국기와 배색은 같고 비율이 다르다.

비율 3:5 나치 독일의 국기 (1933년 ~ 1945년)

1933년 1월 30일에 나치 정권이 수립되면서 흑적금 삼색기는 신속히 폐기되었다. 파울 폰 힌덴부르크 대통령은 같은 해 3월 12일에 2개의 법적 국기를 제정했는데 하나는 독일 제국 시절에 사용된 흑백적 삼색기를 재도입한 것이었고 다른 하나는 나치당(국가사회주의 독일 노동자당)의 당기였다.
독일국 대통령(Reichspräsident 라이히스프레지덴트[*])이었던 파울 폰 힌덴부르크가 죽고 아돌프 히틀러가 대통령과 총리를 합친 총통(Führer 퓌러[*])으로 취임한 지 1년이 지난 1935년 9월 15일을 기해 나치당의 당기만이 독일의 유일한 국기로 지정되면서 2개의 국기 사용이 종료되었다. 그 이유 가운데 하나로 “SS 브레멘 사건”이 거론되고 있는데 이는 1935년 7월 26일에 나치당에 반대하는 시위대가 미국 뉴욕에 정박 중이던 독일 상선 SS 브레멘(SS Bremen)에 난입하여 깃대에 걸려 있던 나치당기를 내려서 찢어버린 다음에 허드슨강에 던져 버린 사건을 의미한다. 이에 미국 주재 독일 대사관이 항의하자 미국 공무원들은 독일의 국기는 손상을 입지 않았으며 손상된 것은 일개 정당의 상징일 뿐이라고 반박했다. 뉘른베르크에서 열린 나치당의 연례 당대회에서 새로운 국기법이 발표되었는데 헤르만 괴링은 흑백적 삼색기는 지나간 시절의 상징이며 “반동분자들”이 사용할 위험이 있다고 주장했다.
나치당의 당기 디자인은 히틀러가 당의 지도자가 되기(1921년 7월 21일) 약 1년 전인 1920년 중반에 제안했는데 빨간색 바탕에 하얀색 동그라미가 그려져 있고 그 안에 검은색 하켄크로이츠(만자문)가 그려져 있는 디자인이다. 히틀러는 《나의 투쟁》에서 나치당의 당기가 만들어진 과정을 설명했다. 먼저 독일 제국 시절에 사용했던 국기와 같은 색을 사용해야 한다. 히틀러의 의견에 따르면 이들 색상은 “영광스러운 과거와 독일 민족의 영광에 대한 존경을 나타내는 존경받는 색상”이기 때문이다. 가장 중요한 점은 “새로운 기는 … 거대한 포스터와 같은 효율성을 지녀야 한다.” 왜냐하면 “수백 수천 가지 경우에서 매우 눈에 띄는 엠블럼이야말로 운동에 대한 흥미를 불러일으키는 제1요인”이기 때문이다. 나치당의 선전에서는 기가 상징하는 바를 다음과 같이 말한다. “빨간색은 사회를, 하얀색은 운동의 국가적 사고를, 하켄크로이츠는 유대인에 대한 아리안 민족의 승리를 의미하는 것이다.” 여러 사람들에 의해 여러 가지의 디자인이 제안되었지만 최종적으로 결정된 것은 히틀러가 직접 만든 디자인이었다.
하얀색 동그라미가 중앙에서 벗어난 디자인을 가진 하켄크로이츠기는 독일에 선적의 민간 선박의 상선기로 사용되었다가 전쟁해군(Kriegsmarine, 1933년부터 1945년까지 독일 해군을 부르던 명칭)의 선수기로도 사용되었다. 해상에서 사용된 하켄크로이츠기는 앞면의 무늬가 뒷면에 그대로 비쳐 보였기 때문에 뒷면은 하켄크로이츠가 왼쪽을 바라보았다. 한편 국기는 양면 모두 하켄크로이츠가 오른쪽을 바라보는 기가 사용되었다.
1933년부터 1938년까지 나치당은 하켄크로이츠기에 피의 기(Blutfahne 블루트파네[*])를 닿게 함으로써 하켄크로이츠기를 “성스럽게” 만들곤 했다. 피의 기는 나치당의 준군사조직이 1923년에 실패한 뮌헨 폭동을 일으켰을 때에 사용한 하켄크로이츠기를 가리킨다. 이 의식은 뉘른베르크 전당대회가 열릴 때마다 행해졌는데 1938년에 열린 마지막 뉘른베르크 전당대회 이후에도 이러한 행동을 했는지는 확실하지 않다.
제2차 세계 대전의 종전 이후에 연합국 통제위원회에 의해 제정된 첫 번째 법으로 모든 나치 상징이 폐지되고 이와 관련된 법들을 모두 폐지했다. 이후 몇몇 국가에서는 하켄크로이츠기를 소유하는 것이 금지되었으며 특히 독일에서는 하켄크로이츠기를 수입하거나 전시하는 것이 금지되었다.

### 제2차 세계 대전 종전 직후 (1945년 ~ 1949년)

비율 2:3 독일의 상선기 (1946년 ~ 1949년)

독일이 제2차 세계 대전에서 패배한 이후에 점령된 독일 지역은 연합군의 분할 통치하에 놓였다. 이 당시에는 비록 독일 정부도 독일의 국기도 없었지만 독일의 선박들은 국제법에 따라 소속 국가를 알리는 상선기를 게양할 의무를 갖고 있었다. 결국 연합국 통제위원회는 국제 신호기에서 C를 상징하는 찰리(Charlie)에서 파생된 C-삼각기(독일어: C-Doppelstander)로 알려진 기를 지정했는데 이 기는 끝 부분이 제비 꼬리 모양을 띠고 있었다. 위원회는 이 기에 대해 “어떠한 국적의 군함이나 상선에 대한 경의를 표하기 위한 의식을 거행해서는 안 된다.”고 명령했다. 독일과 마찬가지로 점령된 일본 지역에서도 제2차 세계 대전 이후에 E를 상징하는 신호기에서 파생되어 끝 부분이 제비 꼬리 모양을 띤 기를 사용했다.
오데르-나이세선 서쪽에 위치한 독일의 주들은 연합군의 점령 지역을 따라 재편성되었고 새로운 주 정부들이 수립되었다. 1946년에는 미국 점령 지역 내에서 옛 뷔르템베르크주와 바덴 공화국의 북부 절반이 뷔르템베르크바덴주로 통합되었다. 뷔르템베르크바덴주는 검정-빨강-금색 삼색기를 주기로 채택했다. 이러한 색상의 선택은 역사적으로 사용된 삼색기가 아니라 빨강-검정으로 구성된 뷔르템베르크주의 기에 금색을 추가한 간단한 양식이었다. 공교롭게도 바덴주의 주기는 빨강-노랑으로 구성되어 있어서 색상 선택이 두 기의 조합으로 오인될 소지가 있다. 뷔르템베르크바덴주는 1952년에 현대의 바덴뷔르템베르크주의 일부가 되었으며 주기는 검정-금색으로 선정되었다.
전후에 만들어진 2개의 다른 주인 라인란트팔츠주(프랑스 점령 지역), 니더작센주(영국 점령 지역)은 주기에 문장을 덧붙인 검정-빨강-금색 삼색기를 공통으로 사용하기로 결정했다. 이들 2개 주는 다른 주들의 일부분에서 분리되어 새로 형성된 주였는데 이전의 주에서 가져올 색상 조합이 없었다. 따라서 흑적금 삼색을 사용하게 되었는데, 흑적금 삼색은 이전의 어느 주와도 특별히 관련이 없었고 옛 바이마르 공화국의 국기를 사용하는 것은 새로운 민주주의의 상징으로 받아들여졌기 때문이다.

### 독일 분단 시기 (1949년 ~ 1989년)
소련과 미국의 관계가 점점 악화되면서 1948년 3월에 영국, 프랑스, 미국 3개 서방 연합국은 회담을 가져 그들의 점령 지역을 하나로 통합하고 흔히 서독으로 알려진 독일 연방 공화국의 수립을 승인했다. 한편 동부에 위치한 소련의 점령 지역도 흔히 동독으로 알려진 독일 민주 공화국이 되었다. 서독이 새 헌법을 만들 준비를 하는 동안에 1948년 8월에 헤렌킴제에서 국가 상징을 무엇으로 할지에 대한 회의가 열렸다. 동독과 재통일하기 전까지는 국기를 만들지 말자는 의견도 있었지만 결국에는 국기를 정하기로 결정했다. 이 움직임은 1946년 11월에 동독의 독일 통일사회당(SED, 통사당)이 헌법을 제안하면서 가속화되었는데 여기서 독일 공화국을 나타내는 색상인 흑적금 삼색을 국기로 하기로 결정했다.

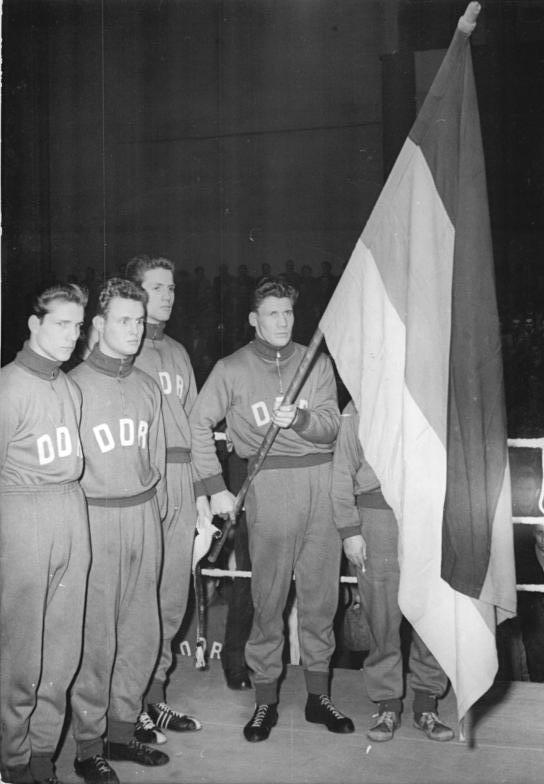
1955년 세계 복싱 선수권 대회에 등장한 동독의 국기

1960년부터 1968년 올림픽까지 사용된 올림픽 독일 연합 선수단의 기

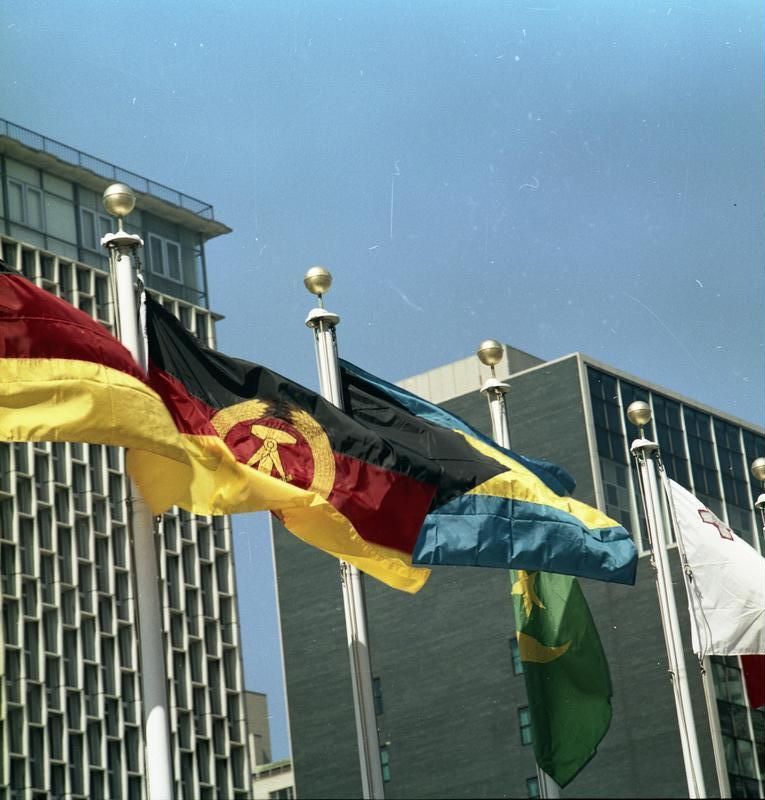
미국 뉴욕에 위치한 유엔 본부 앞에 나란히 게양된 서독과 동독의 국기 (1973년 촬영)

서독의 새로운 국기에 대한 많은 제안이 올라왔지만 최종 경선에는 흑적금 삼색을 사용한 서로 다른 2가지 디자인으로 좁혀졌다. 독일 사회민주당(SPD, 사민당)은 옛 바이마르 공화국의 국기를 재도입하자고 주장했고 반대로 독일 기독교민주연합/바이에른 기독교사회연합(CDU, 기민련/CSU, 기사련) 및 독일당 등 보수주의 정당은 의회 위원회(Parlamentarischer Rat)의 위원이자 훗날 독일의 총리를 역임한 콘라트 아데나워의 조언자였던 어니스트 비르머가 제안한 디자인을 지지했다. 비르머의 제안은 그의 형제이자 7·20 음모에 관여했던 요제프 비르머가 1944년에 만든 “저항기” 디자인의 변형으로, 흑적금 삼색의 스칸디나비아 십자가 있는 기였다. 바이마르 공화국과 새로운 서독 정부 사이의 연속성을 주창하기 위해 최종적으로는 삼색기가 결정되었다. 1949년 5월 23일에 독일(서독)의 헌법인 독일연방공화국 기본법이 제정되면서 흑적금 삼색기가 서독의 공식적인 국기가 되었다.
1955년에는 프랑스의 지배를 받고 있던 자르 보호령이 서독에 합병할지의 여부를 묻는 주민투표가 실시되었다. 자르는 1947년에 프랑스의 보호령으로 분리된 이후에 파란색-빨간색 바탕에 하얀색 스칸디나비아 십자가 그려진 기를 사용하고 있었다. 자르가 서독의 일부가 되면서 1956년 7월 9일에 흑적금 삼색기에 이날 새로 만들어진 자를란트주의 문장이 그려진 기를 주기로 채택했다. 이 기는 1957년 1월 1일에 서독의 자를란트주로 편입되면서 공식적인 주기가 되었다.
1946년에는 소련 점령 지역에서 흑적금 삼색기를 국기로 사용할 것을 제안했으나 1948년에 열린 제2차 독일 인민 대표 회의에서 옛 독일 제국의 흑백적 삼색기를 사용하기로 결정했다. 이 기는 제2차 세계 대전 말기 2년 동안 소련에서 운영하던 독일의 반나치즘 조직인 자유 독일 국민위원회가 사용했던 색을 기반으로 선택한 것이었다. 1949년에는 동베를린 시장을 역임했던 프리드리히 에베르트 2세가 흑적금 삼색기를 1949년 10월 7일에 창설한 독일 민주 공화국(동독)의 국기로 제안했고 동독 헌법 또한 이를 채택했다. 1949년부터 1959년까지 서독과 동독의 국기는 동일했다. 1959년 10월 1일에는 동독 정부가 흑적금 삼색기에 동독의 국장을 추가한 국기로 바꾸었다. 서독에서는 이러한 국기의 변화가 2개의 독일 국가를 분리시키려는 의도라고 판단했다. 서독과 서베를린에서는 바뀐 동독의 국기를 보여주는 것을 “국기 분리”(Spalterflagge)라고 부르면서 헌법에 위반되는 행위라고 간주했고 1960년대 말까지 이러한 행위를 금지시켰다.
1956년부터 1964년까지 서독과 동독은 동계 올림픽과 하계 올림픽에서 올림픽 독일 연합 선수단이라는 단일팀으로 참여했다. 1959년에 동독의 국기가 바뀐 이후에 어느 쪽도 상대방 국가의 국기를 사용하려고 하지 않았다. 이에 타협하여 1960년부터 1964년까지 흑적금 삼색기를 구성하는 빨간색 가로 줄무늬에 올림픽 상징 가운데 하나인 5개의 하얀색 고리를 덧댄 새로운 기를 사용했다. 동독과 서독은 1968년부터 갈라져 출전했으나 두 팀 모두 같은 독일 올림픽기를 사용했다. 1972년부터 1988년까지는 서독과 동독이 서로 각각의 국기를 사용하였다.

### 1989년 ~ 현재

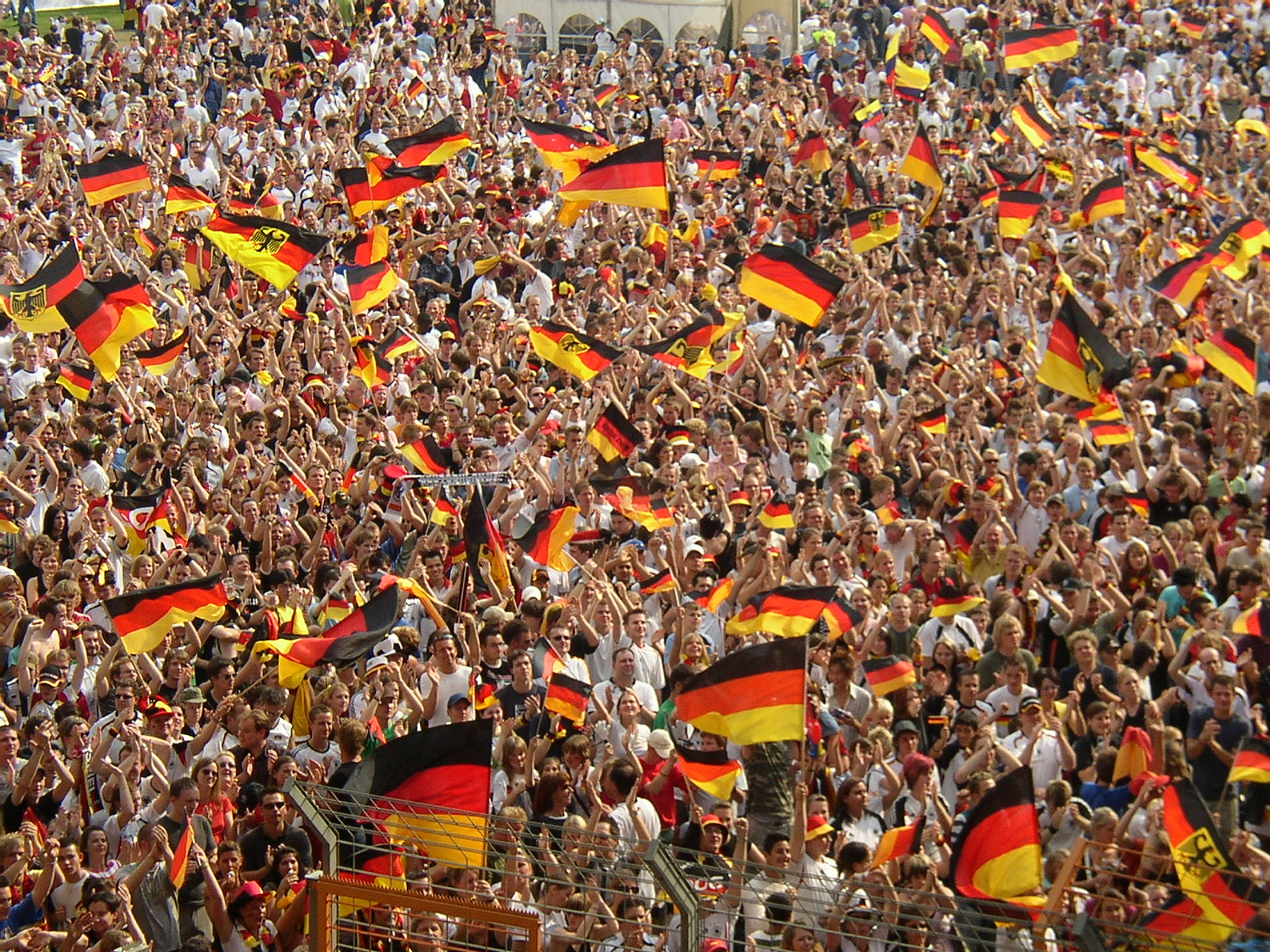
독일에서 개최된 2006년 FIFA 월드컵에서 독일의 국기를 흔들고 있는 독일의 축구 팬들의 모습. 독일 연방 공화국 역사상 이렇게 많은 국기를 동시에 볼 수 있었던 것은 처음이다. 여기에서 볼 수 있는 일부 국기에는 독일의 국장을 포함하고 있는데 정부 당국에서만 사용할 수 있는 정부기와 혼동해서는 안 된다.

1989년 11월에 일어난 베를린 장벽 붕괴 이후에 많은 동독 국민들은 1956년 헝가리 혁명에 가담한 헝가리 국민들, 니콜라에 차우셰스쿠 처형 당시의 루마니아 국민들과 마찬가지로 국기에 그려져 있던 국장을 잘라냈다. 동독의 국기에서 국장을 잘라내는 광범위한 행동은 순수한 흑적금 삼색기가 민주적인 통일 독일의 상징임을 암시했다. 마침내 1990년 10월 3일을 기해 동독 지역이 서독에 흡수되어 소멸되면서 흑적금 삼색기는 재통일된 독일의 국기가 되었다. 1998년에는 독일 사회주의통일당 독재 정권 재평가 재단이 설립되었는데 이는 옛 동독 체제의 결과를 조사하는 것에 대한 독일 연방 정부의 직접적인 책임을 목적으로 했다. 이 단체의 로고는 옛 동독의 국기에서 공산주의 체제를 상징하는 문장을 제거한 형태를 띠고 있다.

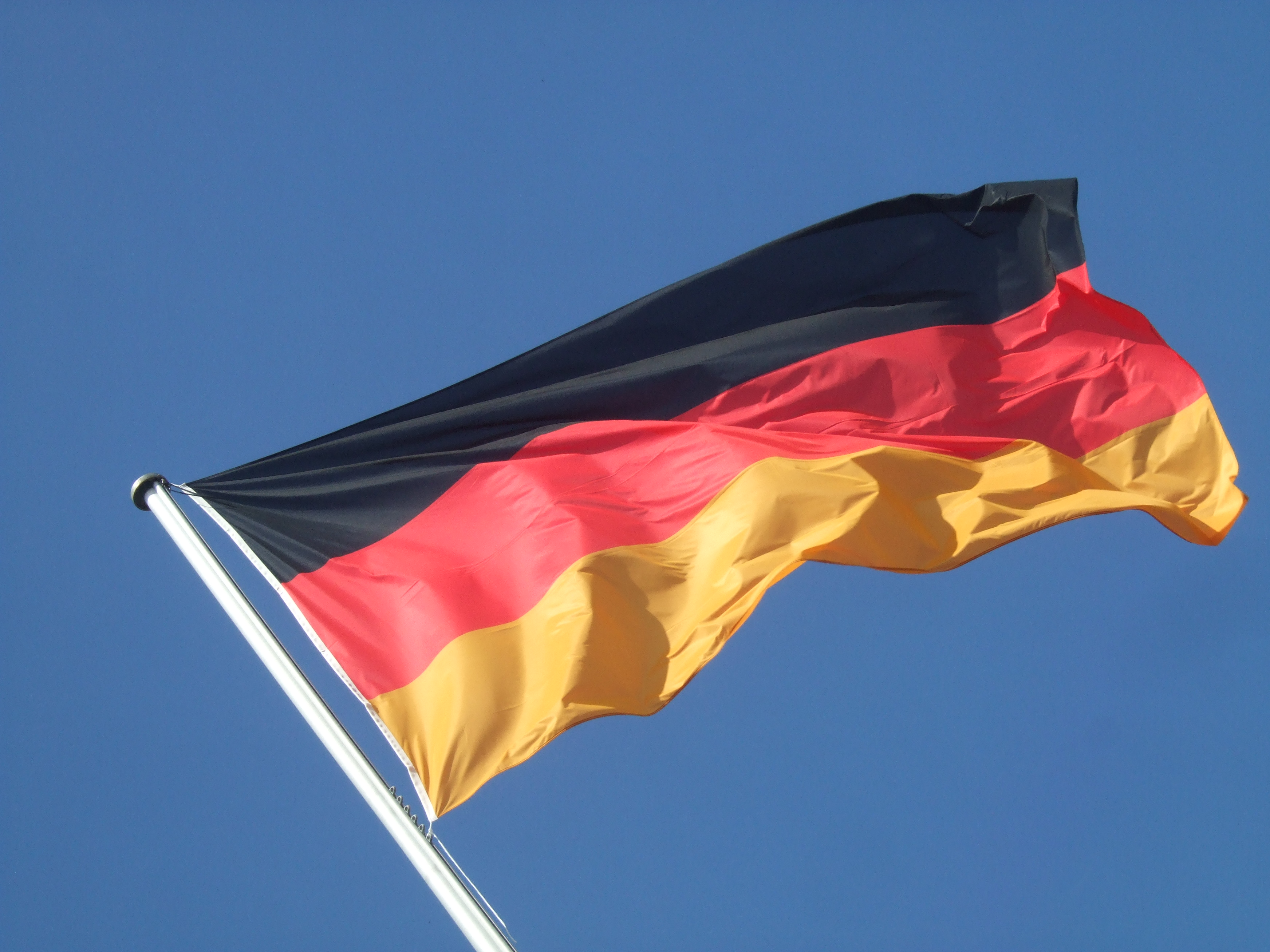
통일 독일의 국기 (1990년 ~ 현재)

독일 제국 시대에 사용된 옛 흑백적 삼색기는 독일이 평화적인 방식으로 민주적인 군주제 국가로 복귀하기를 원하는 군주주의자, 독일의 귀족 출신 인사들 사이에서 사용되고 있다. 그러나 옛 국기의 이러한 쓰임은 극우주의 진영에 가려져 존재감이 미미하다. 독일에서는 앞서 언급한 만자문, 번갯불 모양을 띤 룬 문자를 비롯한 친위대(SS) 휘장을 비롯한 나치 정권과 관련된 상징이 금지되어 있기 때문에 극우주의 진영에서는 나치당이 1935년에 금지시켰던 옛 삼색기를 대신 사용하고 있다. 독일에서 출시되는 제2차 세계 대전과 관련된 비디오 게임에서는 나치당과 관련된 기가 1933년 이전의 바이마르 시대에 사용된 국기 또는 현재의 삼색기로 대체되는 경우가 많다.
독일에서는 국기와 그 외의 국가 상징의 사용 빈도는 제2차 세계 대전 이후에 대부분 상대적으로 낮았는데 이는 나치당의 국수주의 성향에 대한 반감 때문이다. 국기는 국제적인 스포츠 행사에 참가하는 시민, 특별한 행사를 주최하는 공식 당국에 의해 사용되고 있다. 바이에른주, 슐레스비히홀슈타인주와 같은 일부 주 또는 바덴, 프랑켄과 같은 역사적 지역에 사는 주민들은 국기 대신 지역의 기를 널리 사용한다.
독일에서 개최된 2006년 FIFA 월드컵 동안에 국기의 대중적인 사용이 급격하게 증가했다. 독일의 국기가 인기를 끌었을 때에 많은 독일 국민들은 처음에는 놀라움과 불안감에 뒤섞여 환영했다. 독일의 국기를 흔드는 행동과 국가적 자부심이 나치당과 관련된 과거와 불가분하게 연관되어 있다는 수십년이 넘는 공포는 대회가 끝난 이후에 독일인과 비독일인 모두에 의해 사라졌다. 많은 독일인들이 해당 대회에서 자국의 국기를 독일 축구 국가대표팀을 응원하기 위한 과정으로 여겼기 때문에 대부분의 국기는 대회가 끝난 이후에 사라졌으며 때로는 정부의 결정으로 인해 사라졌다. 독일이 브라질에서 개최된 2014년 FIFA 월드컵에서 우승하면서 독일의 국기 사용량은 폭발적으로 증가했는데 그 이후에는 독일의 국기 색상 표시가 정기적으로 주요 스포츠 경기 기간으로 제한되었다. 서양의 이슬람화를 반대하는 애국 유럽인(페기다), 독일을 위한 대안을 비롯한 민족주의 진영에서 독일의 국기를 민족주의의 상징으로 보여주면서 독일의 국기는 다시 일상 생활에서 널리 퍼지게 되었다. 그러나 독일의 주류 사회는 여전히 이들 색상의 사용에 조심스럽다.

## 같이 보기
- 독일의 국장
- 프로이센의 국기
- 한자 동맹의 기
- 독일의 기 목록
- 독일의 국색
- 국가전쟁기

## 참고 문헌
- (독일어) G. Anrich, A. u. G. Cronford: Das Flaggenbuch. Otto Maier, Ravensburg 1983, ISBN 3-473-38851-3.
- (독일어) Jörg-M. Hormann, Dominik Plaschke: Deutsche Flaggen. Geschichte, Tradition, Verwendung. Edition Maritim, Hamburg 2006. ISBN 3-89225-555-5.
- (독일어) Ottfried Neubecker: Heraldik. Wolfgang Krüger Verlag, Frankfurt am Main 1977. ISBN 3-8105-1306-7.
- (독일어) Peter Reichel: Schwarz-Rot-Gold. Kleine Geschichte der deutschen Nationalsymbole. Beck, München 2005. ISBN 3-406-53514-3.
- (독일어) W. Smith, O. Neubecker: Die Zeichen der Menschen und Völker. Unsere Welt in Fahnen und Flaggen. Reich Verlag AG, Luzern 1975. ISBN 3-7243-0115-4.
- (독일어) Veit Valentin, Ottfried Neubecker: Die deutschen Farben. Leipzig 1929.
- (독일어) Paul Wentzcke: Die deutschen Farben, ihre Entwicklung und Deutung sowie ihre Stellung in der deutschen Geschichte. (Quellen und Darstellungen zur Geschichte der Burschenschaft und der deutschen Einheitsbewegung, 9), Heidelberg 1927, 2. Aufl. 1955.